# Levi Casey (Leichtathlet)
Levi Burnside „Lee“ Casey (* 19. Oktober 1904 in Vienna, Illinois; † 1. April 1983 in Costa Mesa, Kalifornien) war ein US-amerikanischer Dreispringer.
1928 wurde er zum dritten Mal in Folge US-Meister und qualifizierte sich damit für die Olympischen Spiele in Amsterdam. Dort gewann er mit 15,17 m die Silbermedaille hinter dem Japaner Mikio Oda (15,21 m) und vor dem Finnen Vilho Tuulos (15,11 m).
1930 errang er ein weiteres Mal den nationalen Titel, 1931 wurde er US-Vizemeister. Seine persönliche Bestleistung von 15,18 m stellte er am 17. August 1930 in Chicago auf.